# Храстова чучулига
Храстова чучулига (Mirafra cantillans) е вид птица от семейство Чучулигови (Alaudidae).

## Разпространение
Видът е разпространен в Бангладеш, Бенин, Буркина Фасо, Гамбия, Еритрея, Етиопия, Индия, Йемен, Камерун, Кения, Мали, Мавритания, Непал, Нигер, Нигерия, Оман, Пакистан, Саудитска Арабия, Сенегал, Сомалия, Судан, Танзания, Уганда, Централноафриканската република, Чад и Южен Судан.